# Les Gonaïves
Gonaïves (en créole haïtien : Gonayiv) est une commune d'Haïti, chef-lieu du département de l'Artibonite et de l'arrondissement des Gonaïves.
La ville est fondée le 19 juillet 1422 par des Amérindiens qui lui donnèrent le nom de Gonaibo (pour désigner une localité du caciquat de la Maguana). Érigée en commune le 4 décembre 1738, la ville est surnommée aujourd'hui « Cité de l'Indépendance », parce que c'est le lieu de proclamation de l'indépendance d'Haïti le 1er janvier 1804. Par sa position stratégique et sa participation à la Révolution haïtienne, la ville est reconnue comme le berceau de l’Indépendance. Chaque 1er janvier voit le défilé des autorités gouvernementales, afin de célébrer le jour de l'indépendance.
Sa population, estimée à environ 300 000 habitants, en fait la quatrième  ville du pays.

## Géographie
Gonaïves est une ville aux sources d'eaux chaudes sise sur un territoire de terre salée donnant sur la baie des Gonaïves.
La rivière La Quinte, qui contourne la ville par l'Est, est régulièrement responsable de crues catastrophiques qui inondent la ville et provoquent d'importants dommages et de nombreuses pertes en vie humaine. Cette rivière reçoit les eaux de plusieurs affluents importants (rivières Bayonnais, Ennery, La Branle, Tête Source). Depuis plusieurs années, des projets de réhabilitation de ce cours d'eau sont mis en chantier, avec curetage, canalisation, consolidation des rives et élargissement du lit.

## Transports
La ville portuaire des Gonaïves constitue une sorte de carrefour la RN 1 conduisant vers le Cap-Haïtien et Port-au-Prince, la RN 5 à Port-de-Paix, et la RN 3 à Hinche puis à Saint-Michel-de-l'Attalaye par la RD 304.

## Démographie
Gonaïves est la troisième ville du pays. La commune est peuplée de 356 324 habitants(recensement par estimation de 2015).

## Histoire

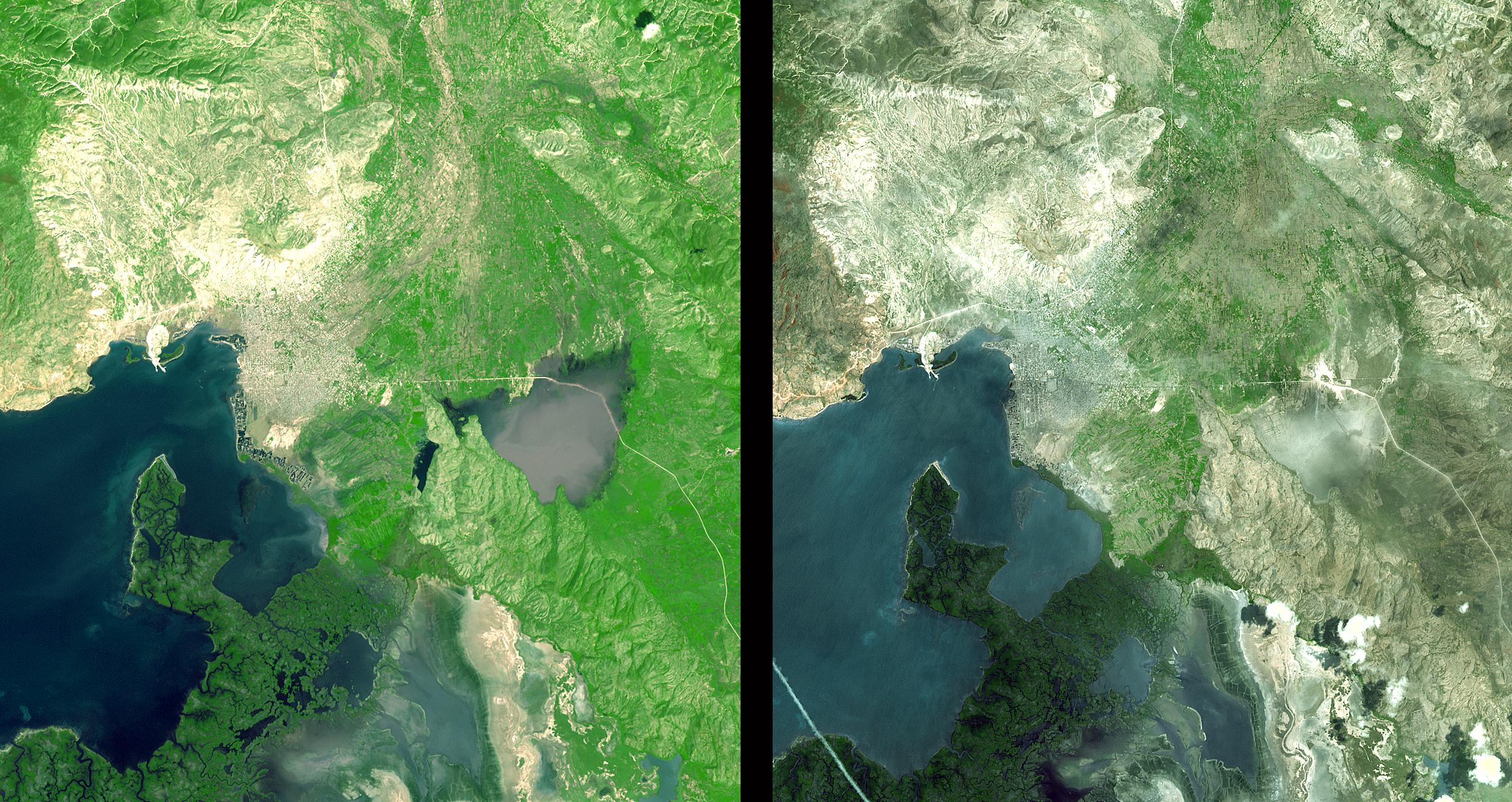
Les Gonaïves avant et après l'ouragan Jeanne.

C'est aux Gonaïves que Toussaint Louverture a été arrêté le 7 juin 1802 sur l'habitation Georges et embarqué sur le bateau Le Créole pour Cap-Français (aujourd'hui Cap-Haïtien) puis sur le navire Le Héros en destination de la France.
Dans la ville se sont déroulées les réunions des insurgés le 1er janvier 1804 devant l’autel de la Patrie pour déclarer l’indépendance et octroyer à Jean-Jacques Dessalines l’autorité suprême. L’acte officiel fut rédigé et signé à l’habitation Vernet. Le secrétaire de Dessalines, Louis Boisrond Tonnerre, passa à la postérité en prononçant la tirade suivante : « Pour dresser l’acte de naissance de notre liberté, il faut la peau d’un Blanc pour parchemin, son crâne pour écritoire, et pour plume une baïonnette. » Aujourd’hui, à l’angle des rues Liberté et Toussaint Louverture, se trouve le mémorial de l’indépendance.
La ville a été à deux reprises, en 1889 et 1950, siège de la Constituante qui allait rédiger la constitution de ces années.
Le 22 avril 1994, pendant la dictature militaire arrivée au pouvoir après un coup d’État contre Jean-Bertrand Aristide, un groupe de partisans d'Aristide sont battus et tués par des civils et des forces para-militaires à Raboteau, un quartier populaire de la ville (y compris le Front pour l'avancement et le progrès d'Haïti, FRAPH[pas clair]).
Le 21 septembre 2003, à la suite de l’assassinat du chef rebelle Amiot Métayer par le pouvoir en place, une rébellion débute à Gonaïves. La révolte s'étendant, une opposition armée dirigée par Buteur Métayer, le propre frère d’Amiot et le militant politique Winter Étienne, se regroupent pour former le Front pour la reconstruction nationale (FRN), ce qui a occasionné le départ du président Jean-Bertrand Aristide le 29 février 2004.
Au cours de la même année, le 18 septembre 2004, la Cité de l’indépendance d’Haïti a connu les heures les plus sombres, les plus catastrophiques de son existence[réf. nécessaire] en raison du passage d'un cyclone tropical. La ville est totalement détruite par l'ouragan Jeanne, qui endeuille les familles haïtiennes. Plus de trois mille morts ont été enregistrés et 80 % des maisons ont été détruites ; la Cité a enregistré des pertes énormes et incalculables. Quelques années plus tard, une centaine de personnes perdent la vie lors du passage de l'ouragan Ike en septembre 2008.

## Drapeau
Le drapeau de la ville des Gonaïves est composé de deux bandes horizontales, le jaune en haut et le vert en bas, au milieu s’érige une bande blanche verticale sur laquelle se dessine la photo d’un lambi. Le vert représente la couleur du riz dans les rizières, le jaune traduit le riz qui est mûr. Le banc symbolise le sel marin de la région des Gonaïves.

## Lieux et monuments
- La cathédrale Saint-Charles-Borromée dite Cathédrale du Souvenir.
- Le port de Gonaïves servait autrefois à embarquer des produits agricoles en provenance de la plaine de l’Artibonite, tels que le café, le riz, le coton, la canne à sucre et le bois de gaïac. Autour du port se trouve le village des pêcheurs avec son alignement de « bateaux-pays ». On y construit des casiers pour langoustes.
- Les kabbales vaudou des Gonaïves : Les kabbales vaudou de la région des Gonaïves où se déroulent de grandes cérémonies dédiée aux esprits de la famille royale du Dahomey ; chants, danses, sacrifices de bœufs et de cabris sont de la partie.
  - Souvenance est un lieu de pèlerinage vaudou, notamment à Pâques. La ville se trouve à 10 km de Gonaïves sur la route du Cap. La principale fête a lieu le 23 avril et dure trois jours. L’entrée du « lakou » consiste en un long mur de parpaings. Derrière la propriété se trouve un grand « mapou » où ont lieu les cérémonies. Le lieu est équipé de panneaux solaires assurant la fourniture d’électricité.
  - Badjo est un lieu de pèlerinage vaudou qui existait avant l'indépendance. Il a été l'un des premiers lieux à être devenu indépendant lors de la guerre d'indépendance. C'est ici que Dessalines est venu se recueillir. Son épée est conservée dans le péristyle. Elle fait l'objet d'un pèlerinage tous les 7 ans lors duquel l'épée est déterrée de là où elle est enfoncée. Badjo dispose d'un bassin où les participants sont invités à se baigner. Lors de la catastrophe de l'ouragan Jeanne, il a été un des centres les plus importants pour le logement des rescapés. En remerciement, le Ministère de la Culture y a construit un centre. Il s'y trouve également d'une laiterie gérée par la communauté.
  - Soukri : la seconde kabbale est connu sous le nom de soukri. La fête principale a lieu le 15 août et dure 15 jours. Soukri Danach est une localité située à 13 km au nord-est de Gonaïves. Le village de Mapou se trouve sur la route du Cap. Il est situé sur le côté gauche de la route, 2,7 km après souvenance. On y aperçoit sur le côté gauche de la route un pilier d’orientation du XVIIe siècle appelé Boulet-au-poteau. Il mentionne des inscriptions daté de l’an IV de l’indépendance. Chaque pratiquant du Vaudou à Soukri porte dans un cadre informel le nom du démon qu’il « sert » ou « qui danse » dans sa tête, selon la mythologie populaire.
- La Place d'armes : La sculpture des « héros de bronze, Père de la Patrie », érigée en 1955 sous le gouvernement Magloire, célèbre la gloire des guerriers de l’indépendance
- La place bouteille (ou place de l’indépendance) et le mémorial du même nom sont situés rue Louverture. C’est l’endroit où Capois-la mort s’est saoulé pour fêter l’indépendance, d’où le nom de la place. Capois s’illustra le 18 novembre 1803 en remportant la bataille du Cap. Un boulet lui enleva le chapeau, mais il cria « en avant ! en avant ! ». Un second boulet renversa alors son cheval. L’intrépide Capois se releva rapidement, brandit son sabre et, répétant le même cri, s’élança à la tête de ses hommes. L’ennemi applaudit. Rochambeau, le général français, devant un tel courage, fit cesser la bataille pour présenter ses hommages à l’officier noir qui venait de se couvrir de tant de gloire.

## Administration
La commune est composée de cinq sections communales : Pont Tamarin, Bassin, Petite Rivière de Bayonnais (dont le quartier « Petite-Rivière-des-Bayonnais »), Poteaux, et  Labranle.

## Culture
Un musée du Centenaire, ou de l'Indépendance, a été inauguré aux Gonaïves en 1904, pour le centenaire de l'indépendance, à l'endroit où cette indépendance a été signée. Il a été voulu par le président Pierre Nord Alexis et construit par l'architecte Georges Baussan. Une exposition de peinture est organisée pour l'inauguration, avec des œuvres d'artistes tels que Lorvana Lagojanis ou encore le guadeloupéen Guillaume Guillon Lethière. Ce Musée est détruit en 1952 et remplacé par le mémorial de l'indépendance.
Au niveau de la prestation musicale, il y a des groupes qui existent sporadiquement. La Branche Aimable de Geffrard et St Rose sont les deux groupes carnavalesques les plus anciens de la ville des Gonaïves.

### Gastronomie
Le plat préféré des habitants est le riz avec lalo.

## Sport
Le Parc Sténio Vincent, couramment appelé Parc-Vincent, et le centre sportif Morne Blanc sont les lieux de terrain où les équipes de la ville, le Racing Football Club et l’Éclair Athletic Club, accueillent d'autres formations sportives venues d'autres villes du pays.
Actuellement[Quand ?], le Racing Football Club des Gonaïves et l’Éclair Athletic Club  sont les deux  équipes gonaiviennes qui participent au championnat national de première division. Après avoir passé près d'une décennie en division inférieure, l’Éclair Athletic Club a accédé à la première division du championnat national à la fin de l’année 2017.
Après l'Aigle Rouge qui, en 1988, a été sacré champion national, le Racing a remporté son premier titre de champion national le 24 décembre 2008, quelques mois après que les cyclones Hanna et Ike aient frappé la ville. Le 29 mai 2016, la formation jaune et bleu s’est emparée d’un deuxième titre national aux dépens du Football Inter Club Association (FICA) grâce à un but de Steevenson Guillaume à la 52e minute en finale retour au Centre sportif Morne Blanc. Ce deuxième titre a été obtenu sans aucune défaite enregistrée à domicile. La saison 2016 a été fabuleuse pour le Racing qui a aussi remporté le titre de Champion des champions toujours aux dépens de FICA avec encore un but de Steevenson Guillaume, joueur du Racing évoluant au niveau de la sélection des moins de 20 ans du pays. Grâce à son deuxième titre, le club gonaïvien participe à la ligue des champions de la CONCACAF pour l’année 2017 et a déjà décroché l’unique place disponible dans son groupe pour la deuxième phase de la compétition.

### Le Mondialito
Le Mondialito est l'un des plus grands championnats d'été de football d'Haïti. Il débute chaque année au début du mois de juillet pour se terminer le week-end qui précède la rentrée des classes. Michel Saint-Marc gère depuis l'été 2018 ce championnat où les meilleurs joueurs des équipes de première division renforcent les équipes de quartier. Le champion de la 41e édition est Aigle Rouge qui a battu en finale Parc Vincia 1-0.
les principaux clubs sont : 
1- Racing FC en D1
2- Eclair AC en D2
3- Venus FC en D1 Féminine
4- École de droit des Gonaïves D3

## Personnalités
- Maurice Sixto (1919-1984), humoriste haïtien né aux Gonaïves
- Gérard Latortue (1934-2023), homme d'État Haïtien né au Gonaïves
- Florence El Luche (1988-), femme d'affaires et entrepreneure haïtien né aux Gonaïves
- Jacques Stephen Alexis
- Jacques-Édouard Alexis
- Youri Latortue
- René Préval
- Hérold Israël
- Michel-Ange Joseph (1993-), travailleuse sociale, poétesse, féministe, défenseure des droits humains
- Antoine Rossini Jean-Baptiste, dit « Ti Manno »
- Samuel F. Dauphin (1987-), poète-écrivain haïtien né aux Gonaïves
- Glaude Japhet (1971-), poète-écrivain haïtien né aux Gonaïves

- Thélyson Orélien (1988-), écrivain-poète haïtien né aux Gonaïves
- Wilbert Estiverne, journaliste, membre fondateur du mouvement Idevèt
- Johnny Joseph
- Émeline Michel, chanteuse
- Régis Wilguens (1985-), écrivain, né aux Gonaives. Auteur de l'unique ouvrage sur la politique culturelle post-simique en Haïti : Comment penser la politique culturelle Haïtienne de reconstruction et de valorisation du patrimoine bâti après le séisme?, L’Échec du Messianisme politique Haitien, le Destin de Rutshelle.
- John Peter ADOLPHE, Économiste, Vice-Président Entraide Haïtienne (ENTRHAITI)